# Gonzaga, Brazilia
Gonzaga este un oraș în Minas Gerais (MG), Brazilia.